# Сэвидж, Фред
Фре́дрик Аа́рон (Фред) Сэ́видж (англ. Fredrick Aaron "Fred" Savage, род. 9 июля 1976) — американский актёр и режиссёр, наиболее известный по роли Кевина Арнольда в телесериале «Чудесные годы».

## Биография
Сэвидж родился в 1976 году в Гленкоу, что недалеко от Чикаго, штат Иллинойс. Свою карьеру актёра он начал в девятилетнем возрасте. В 1986 году он снялся в фильме «Мальчик, который умел летать», вслед за чем последовали работы в телесериалах «Сумеречная зона» и «Криминальные истории». В 1987 году он сыграл внука в фильме-сказке «Принцесса-невеста», где роль его дедушки исполнил Питер Фальк.
Наибольшую известность Сэвиджу принесла его роль Кевина Арнольда в телесериале «Чудесные годы». За эту работу он был дважды номинирован на премию «Эмми» и дважды — на «Золотой глобус». В «Чудесных годах» Сэвидж снимался в период с 1988 по 1993 год. За это время он также сыграл в таких фильмах, как «Всё наоборот», «Маленькие монстры» и «Волшебник». В комедии 2002 года «Остин Пауэрс: Голдмембер» Сэвидж исполнил роль Номера Три.
Сэвидж выступил актёром озвучивания в анимационных проектах «Гриффины», «Ким Пять-с-плюсом», «Лига справедливости: Без границ», «Освальд» и «Самое необычное Рождество Рыжика». С 1999 года он также начал работать режиссёром и снял отдельные эпизоды более двенадцати молодёжных сериалов, таких как «Дрейк и Джош», «Фил из будущего», «Ханна Монтана», «Волшебники из Вэйверли Плэйс» и других. В 2007 году выпустил художественный фильм «Дежурный папа: Летний лагерь».

## Личная жизнь
Брат Фреда, Бен Сэвидж, также снимается в кино и сериалах, а его сестра, Кала — актриса и музыкант. Фред Сэвидж является выпускником Стэнфордского университета. С 2004 года он женат на Дженнифер Линн Стоун; у семейной пары трое детей: Оливер Филип (род. 05.08.2006), Лили Эрин (род. 03.05.2008) и сын (род. 26.11.2012).

## Фильмография
| Год       |    | Русское название                    | Оригинальное название                             | Роль                            |
| --------- | -- | ----------------------------------- | ------------------------------------------------- | ------------------------------- |
| 1986      | ф  | Мальчик, который умел летать        | The Boy Who Could Fly                             | Луис Майклсон                   |
| 1986      | с  | Сумеречная зона                     | The Twilight Zone                                 | Джефф Мэттингли                 |
| 1986      | с  | Криминальные истории                | Crime Story                                       | сын Лукаса                      |
| 1987      | ф  | Принцесса-невеста                   | The Princess Bride                                | мальчик, которому читают сказку |
| 1988      | ф  | Всё наоборот                        | Vice Versa                                        | Чарли Сеймур / Маршалл Сеймур   |
| 1988—1993 | с  | Чудесные годы                       | The Wonder Years                                  | Кевин Арнольд                   |
| 1989      | ф  | Маленькие чудовища                  | Little Monsters                                   | Брайн Стивенсон                 |
| 1989      | ф  | Волшебник                           | The Wizard                                        | Кори Вудс                       |
| 1990      | тф | Когда ты вспомнишь обо мне          | When You Remember Me                              | Майк Миллс                      |
| 1991      | тф | Рождество на соседней улице         | Christmas on Division Street                      | Тревор Этвуд                    |
| 1992      | с  | Сайнфелд                            | Seinfeld                                          | играет себя                     |
| 1996      | тф | Никто не скажет                     | No One Would Tell                                 | Бобби Теннисон                  |
| 1997      | с  | За гранью возможного                | The Outer Limits                                  | Дэнни Мартин                    |
| 1997—1999 | с  | Работа                              | Working                                           | Мэтт Пейзер                     |
| 1998      | в  | Книга джунглей: История Маугли      | The Jungle Book: Mowgli’s Story                   | рассказчик                      |
| 1998      | с  | Парень познаёт мир                  | Boy Meets World                                   | Стюарт                          |
| 2001—2003 | мс | Освальд                             | Oswald                                            | Освальд                         |
| 2002      | ф  | Правила секса                       | The Rules of Attraction                           | Марк                            |
| 2002      | ф  | Остин Пауэрс: Голдмембер            | Austin Powers in Goldmember                       | Номер Три / «Мушка»             |
| 2003      | с  | Закон и порядок: Специальный корпус | Law & Order: Special Victims Unit                 | Майкл Гарднер                   |
| 2004      | ф  | Последняя гонка                     | The Last Run                                      | Стивен Гудсон                   |
| 2004      | ф  | Добро пожаловать в Лосиную бухту    | Welcome to Mooseport                              | Уилл Буллард                    |
| 2004      | мс | Лига справедливости: Без границ     | Justice League Unlimited                          | Хэнк Холл / Ястреб              |
| 2004—2007 | мс | Ким Пять-с-плюсом                   | Kim Possible                                      | Вего                            |
| 2006      | с  | Крамбы                              | Crumbs                                            | Митч Крамб                      |
| 2006      | мф | Самое необычное Рождество Рыжика    | Holidaze: The Christmas That Almost Didn’t Happen | олень Расти                     |
| 2009      | мс | Гриффины                            | Family Guy                                        | играет себя                     |
| 2010—2013 | мс | Генератор Рекс                      | Generator Rex                                     | Ной                             |
| 2011      | с  | Мистер Саншайн                      | Mr. Sunshine                                      | играет себя                     |
| 2011      | с  | Счастливый конец                    | Happy Endings                                     | играет себя                     |
| 2014—2016 | мс | Конь БоДжек                         | BoJack Horseman                                   | Губер / Ричи Осборн             |
| 2015—2016 | с  | Гриндер                             | The Grinder                                       | Стюарт Сандерсон                |
| 2017—2019 | с  | Друзья с колледжа                   | Friends from College                              | Макс Адлер                      |
| 2018      | ф  | Суперполицейские 2                  | Super Troopers 2                                  | играет себя                     |
| 2018      | ф  | Жил-был Дэдпул                      | Once Upon a Deadpool                              | играет себя                     |
| 2018      | мс | Робоцып                             | Robot Chicken                                     | Освальд / Стив / инвестор       |
| 2018      | с  | Американская семейка                | Modern Family                                     | Калеб                           |
| 2018      | мс | Закусочная Боба                     | Bob’s Burgers                                     | Паркер                          |
| 2018—2021 | с  | Коннеры                             | The Conners                                       | доктор Хардинг                  |